# 에드워드 모데이크
에드워드 모드레이크 (Edward Mordrake, 모데이크라고도 함)는 19세기에 탄생한 전설에 따르면 잉글랜드 작위이며 머리 뒤에 얼굴이 하나 더 있는, 도시 전설의 인물이다. 복제된 얼굴은 크게 보거나 먹거나 말하지 못했지만 "모드레이크가 행복해 하면 비웃거나" "드레이크가 울면 미소 짓는다"는 말을 들었다. 모드레이크는 밤에 의사에게 "지옥에 대해서만" 속삭인다고 주장하며 의사에게 그의 "악마 얼굴"을 제거해 달라고 반복적으로 간청했지만 의사는 듣지 않았다. 모드레이크는 전설에 따르면 23세의 나이에 자살해 죽었다.

## 같이 보기
- 두개결합 기생체
- 쌍면
- 쌍두동물